# Katōmado

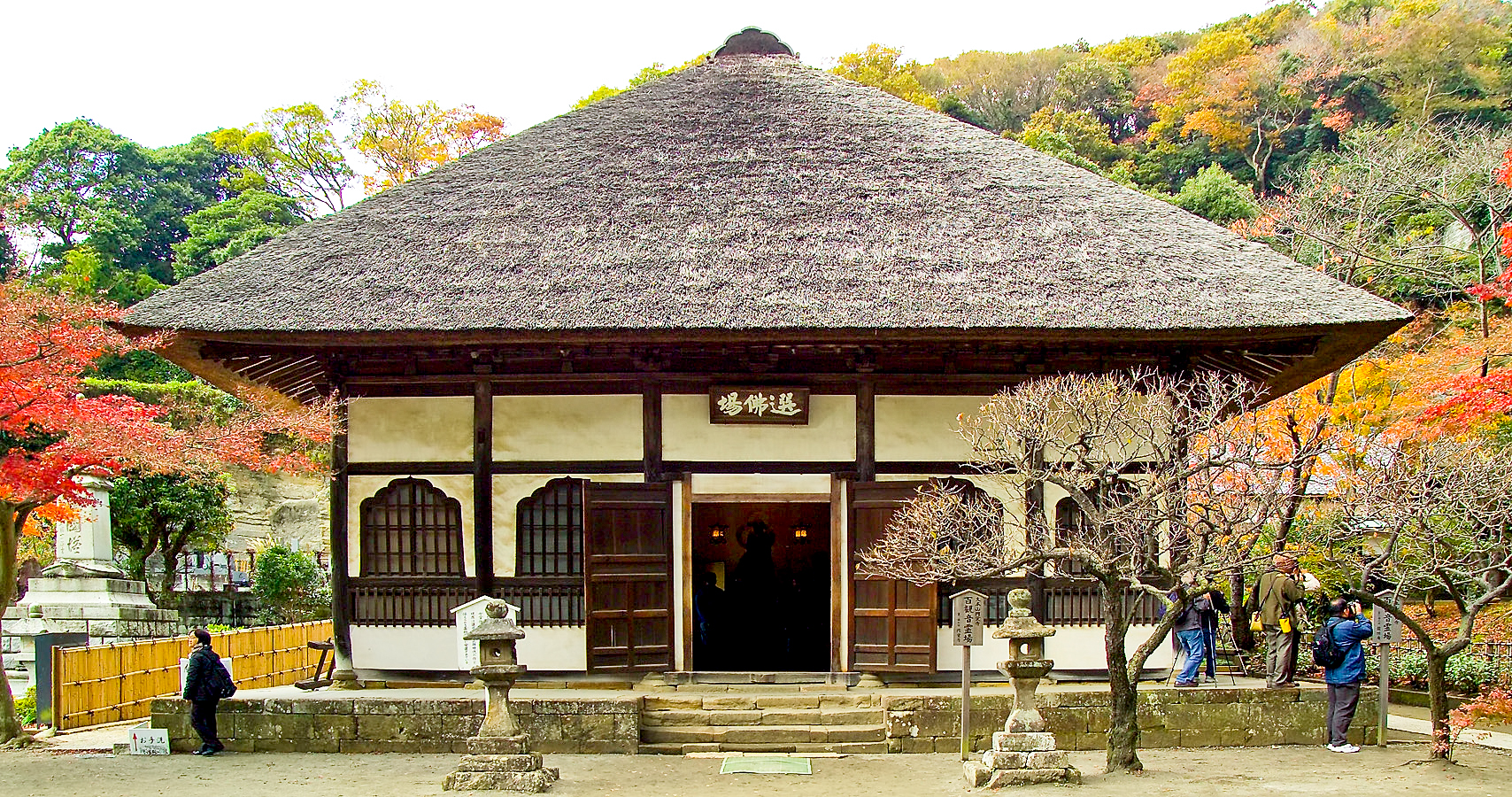
Engaku-ji, une construction avec des katōmado de style ancien.

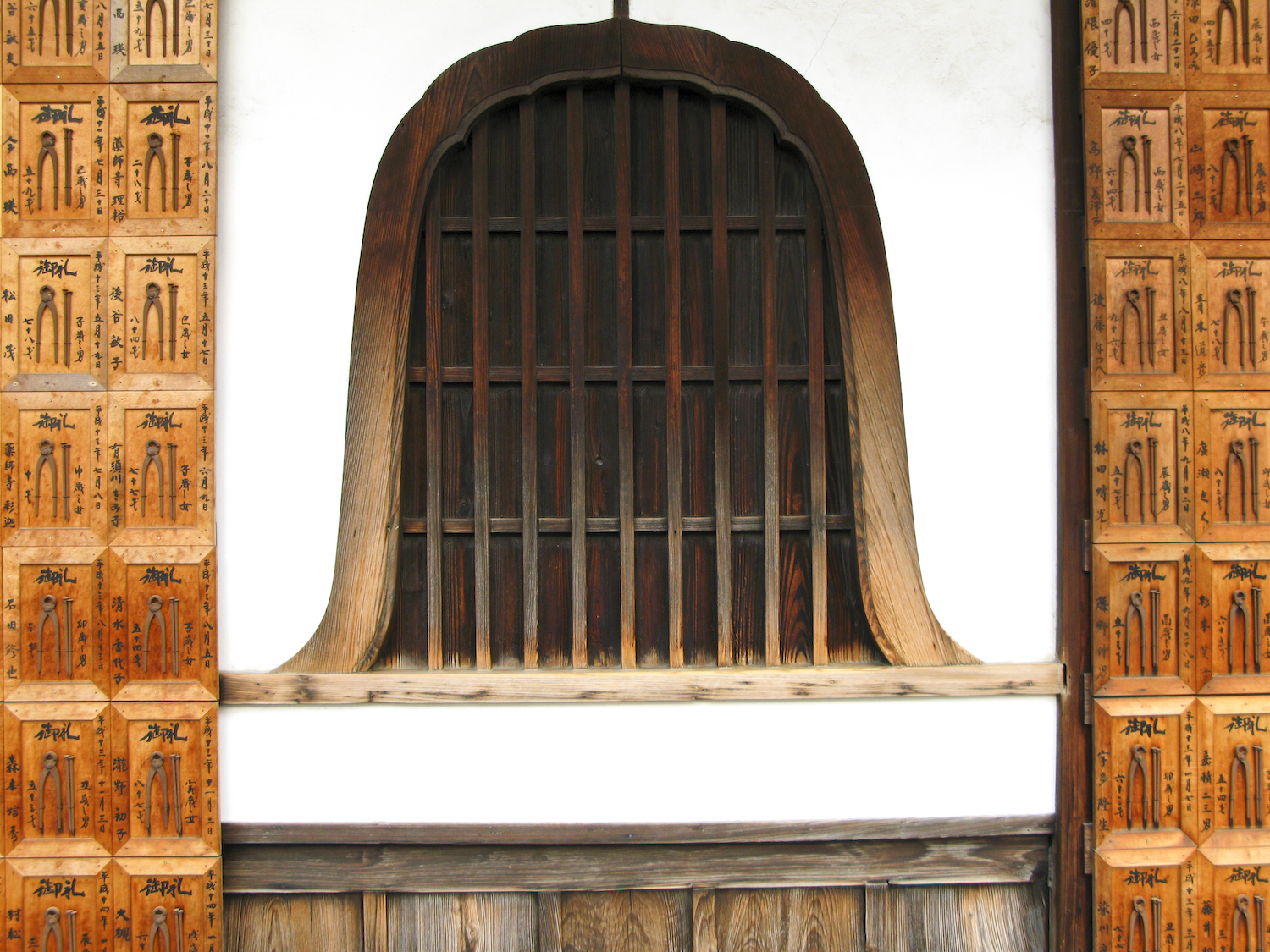
Un katōmado avec des courbes ajoutées sur les côtés.

Un katōmado (火灯窓, lit. « fenêtre lumière de feu »), aussi écrit (花頭窓・華頭窓, lit. « fenêtre fleur »), est un style de fenêtre en ogive ou en forme de cloche que l'on rencontre en architecture japonaise. Ce style est arrivé de Chine au Japon en même temps que le bouddhisme zen, comme élément de l'architecture de style zen'yō.
À partir de la fin du XVIe siècle, il commence à être utilisé dans les temples d'autres sectes bouddhistes, des sanctuaires shinto, des châteaux ainsi que des résidences de samouraïs. À l'origine, la fenêtre n'est pas évasée, mais sa conception et sa forme changent au fil du temps : les deux châssis verticaux sont élargis et des courbes sont ajoutées à la base. Les caractères kanjis utilisés pour son nom ont également changé au fil des siècles, à partir de l'original « fenêtre de feu » pour devenir « fenêtre à tête de fleur ».
Le plus ancien exemple existant de katōmado se trouve dans le shariden (salle des reliques) du Engaku-ji à Kamakura, qui suit probablement de près le style original tel qu'il a été introduit au Japon, avec les châssis verticaux qui touchent la base en lignes droites. Un autre exemple bien connu se trouve dans la salle appelée genji-no-ma (源氏の間) dans le bâtiment principal d'Ishiyama-dera, préfecture de Shiga. Pour cette raison, les katōmado sont aussi connus sous le nom genjimado (源氏窓, « fenêtre genji »).